# Rudolf Ridel
Rudolf Ridel (* 17. März 1828 in Weimar; † 2. April 1893 ebenda) war ein deutscher Landschaftsmaler.

## Leben
Ridel studierte an den Universitäten Heidelberg und Jena. In Heidelberg wurde er 1846 Mitglied des Corps Saxo-Borussia und in Jena 1847 Mitglied des Corps Saxonia. Nach dem Studium wurde er Offizier. Als Major a. D. wurde er 1876–81 Schüler von Theodor Hagen an der Großherzoglich-Sächsischen Kunstschule Weimar und wirkte fortan in Weimar als Landschaftsmaler. Ridels Gemälde gelangten unter anderem in die Sammlung des Lindenau-Museum in Altenburg.

## Werke
- Gegend bei Eisenach
- Herbstmorgen
- Im Walde bei Heringsdorf
- Rhönlandschaft
- Westfälische Mühle